# بورگ، ژیروند
بورگ، ژیروند (به فرانسوی: Bourg) یک کمون در فرانسه است که در Canton of Bourg واقع شده‌است.

## خصوصیات
بورگ ۱۰٫۵۴ کیلومترمربع مساحت و ۲٬۲۱۰ نفر جمعیت دارد و ۱۶ متر بالاتر از سطح دریا واقع شده‌است.